# Erik Norström
Erik Norström, född 5 november 1935 i Örnsköldsvik i Västernorrlands län i Ångermanland, död 7 juni 2019, var en svensk jazzmusiker (tenorsaxofonist), kompositör och musiklärare.  
Sedan Norström 1956 flyttat till Göteborg för att ingå i Gunnar Johnsons kvintett kom han att spela med flera av jazzens stora namn. Svenska sådana, som Lars Gullin, Jan Johansson och Sonya Hedenbratt, och amerikanska, som  Dizzy Gillespie, Oscar Pettiford, Stan Getz och Dexter Gordon, de senare vid deras turnéer i Sverige.
Han spelade i Radiojazzgruppen på 1960-talet, och i Sveriges Radio Big Band på 1980-talet. 
Norström blev så småningom musiklärare, och då hans jazzintresse bestod bildade han med Partille Musikskola som bas Sävedalen Big Band med en blandning av yrkesmusiker och amatörer. Erik skrev de flesta arrangemangen och många egna kompositioner. Sävedalen Big Band har bland annat spelat in: Take-off (LP), Before breakfast (LP/CD) och Blues for Lange (CD) som i huvudsak innehåller kompositioner och arr av Jan Johansson. Skolkonserter och samarbete med Rikskonserter och Regionmusiken förde honom senare till Bohuslän Big Band, en orkester som utvecklats ur Regionmusiken.
Några av Erik Norströms kompositioner finns inspelade med saxofongiganter såsom Zoot Sims och Stan Getz.
Han har av kritiker lovordats för sin personliga stil, präglad av ”rytmisk balans och en varm, sinnlig ton”, och setts som jämbördig med de främsta inom den amerikanska jazzmusiken.

## Utmärkelser
- 1986 – Jan Johansson-stipendiet för insatser inom jazzen sedan 1950-talet